# Eremomela flavicrissalis
El eremomela culigualda (Eremomela flavicrissalis)
es una especie de ave paseriforme de la familia Cisticolidae propia de África oriental. 

## Distribución y hábitat
Se encuentra en las sabanas secas de Etiopía, Kenia, Somalia y Uganda.